# Omiš (kulturno-povijesna cjelina)
Kulturno-povijesna cjelina Omiša, kulturno-povijesna cjelina, Omiš, zaštićeno kulturno dobro.

## Opis dobra
Omiš je smješten na ušću Cetine pod liticama Omiške Dinare te ima važan strateški položaj koji je utjecao na urbanistički razvoj grada. Prvi se put spominje 1074. god. U 13. st. srednjovjekovni grad pod liticom opasan je zidinama i utvrđen kulom Peovicom. Podgrađe na predjelu Smokvica s Poljičkim trgom i crkvom sv. Duha utvrđeno je zidinama s istoka, juga i zapada u 16. st. Grad brani i utvrda Starigrad iz 15. st. izgrađena na klisurama van grada. U 19. st. Omiš prerasta gradske zidine te tada nasipanjem fošala nastaje nova gradska ulica. Povijesnu jezgru karakteriziraju zgrade renesansnog i baroknog sloga, dok su se u njegovom najstarijem predjelu - Smokvici očuvale kuće ruralnih obilježja.

## Zaštita
Pod oznakom Z-4066 zavedena je kao nepokretno kulturno dobro - kulturno-povijesna cjelina, pravna statusa zaštićena kulturnog dobra, klasificirano kao "kulturno-povijesna cjelina".